# Bajke i priče za djecu (radiodramska serija)
Bajke i priče za djecu je radiodramska serija hrvatskog redatelja iz Vojvodine Rajka Ljubiča, u produkciji Hrvatskoga akademskog društva iz Subotice. Ljubič je režirao i obradio 10 bajki i priča Balinta Vujkova, Ivana Prćića, Pavla Bačića i Jakova Kujundžića.